# Asociación de Artistas de la Rusia Revolucionaria

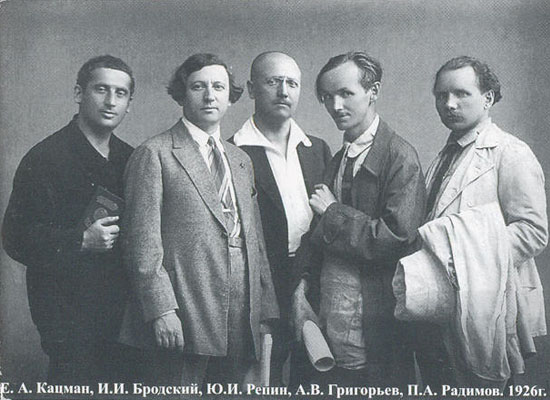
Algunos miembros de la AJRR en 1926: De izquierda a derecha, Yevgueni Katzman, Isaak Brodsky, Yuri Repin, Aleksandr Grigóriev y Pável Radímov.

La Asociación de Artistas de la Rusia Revolucionaria (AJRR, en idioma ruso «Ассоциация художников революционной России»), fue un colectivo de artistas rusos que, entre 1922 y 1932, tomaron el relevo de la Peredvízhniki y que han sido considerados por parte de la crítica como cuna del realismo socialista en el panorama pictórico de la Unión Soviética. Entre sus fundadores, destacar a Serguéi Guerásimov, Isaak Brodsky, Serguéi Malyutin, Yevgueni Katzman, Yuri Repin, Aleksandr Grigóriev, Piotr Shujmín y Pável Radímov (el último presidente de este movimiento), entre otros pintores ya establecidos antes de la Revolución Rusa de 1917.

## Historia
Nacida a partir de la "Exposición de Cuadros de Artistas de Orientación Realista en Ayuda de los Hambrientos", muestra colectiva presentada en Moscú en 1922 y en ayuda de la hambruna rusa de 1921, fue bautizada por sus miembros Assotsiátsia Judózhnikov Revolutsiónnoi Rossii (AJRR, de 1922-1928), generadora a su vez de la Asociación de Artistas de la Revolución (Ассоциация художников революции, Assotsiátsia judózhnikov revolútsii o AJR (de 1928-1932).
En su primer periodo (1922-1928) confluyeron en ella gran parte de los Itinerantes, Ambulantes, Vagabundos o «Peredvízhniki», disueltos tras su exposición número 47 y con una ideología pictórica común opuesta al naciente vanguardismo soviético (en especial al futurismo), y todavía cercana al realismo académico que había dominado la pintura rusa durante el siglo xix. Entre los miembros de la "vieja escuela" estaban Abram Arjípov, Nikolái Kasatkin y Konstantín Yuón, frente a los innovadores Isaak Brodsky, Serguéi Guerásimov y Borís Iogansón.
En la década inicial pasó de contar con 80 miembros a más de 300; en general artistas nacidos en las décadas de 1870 y 1880, llegando a tener su propia editorial, además del apoyo gubernamental. En 1928 modificó su nombre para convertirse en la Asociación de Artistas de la Revolución (AJR) y editar su propio periódico, Iskusstvo v Massy (Arte de masas) hasta 1932.
El endurecimiento del cerco ideológico soviético y la represión de los movimientos de arte independientes en 1932-1933, generó una efímera y ya estalinista Unión de Artistas Soviéticos, disuelta poco después de su formación.